# Usha (Galiläa)
Koordinaten: 32° 47′ 58″ N, 35° 8′ 48″ O
Usha (auch Uscha) war eine antike Siedlung im unteren Galiläa, die im 2. Jahrhundert nach Christus zu einem wichtigen Zentrum rabbinischer Theologie wurde.

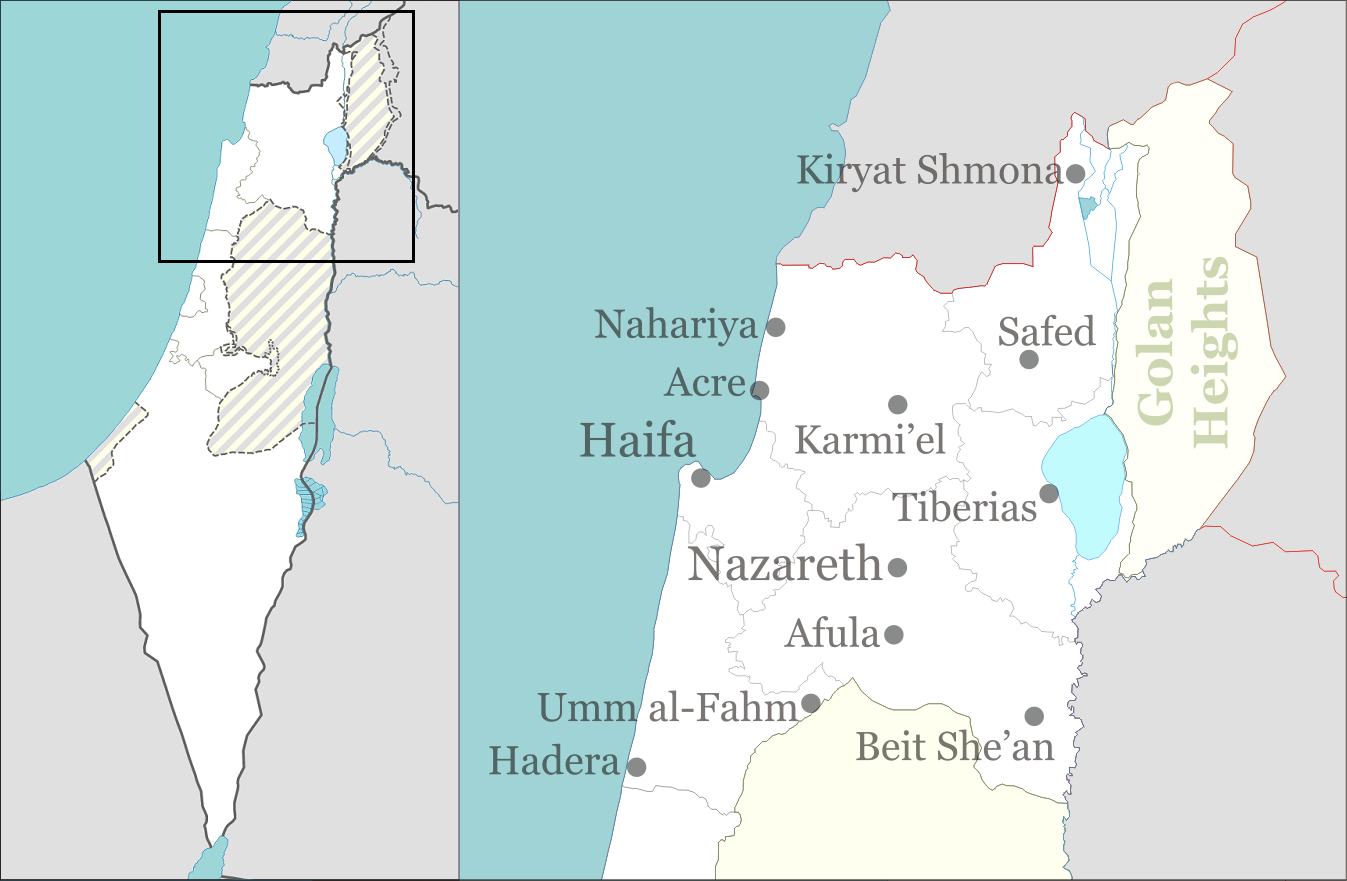
Lokalisation von Usha in Israel, ca. 18 km östlich von Haifa

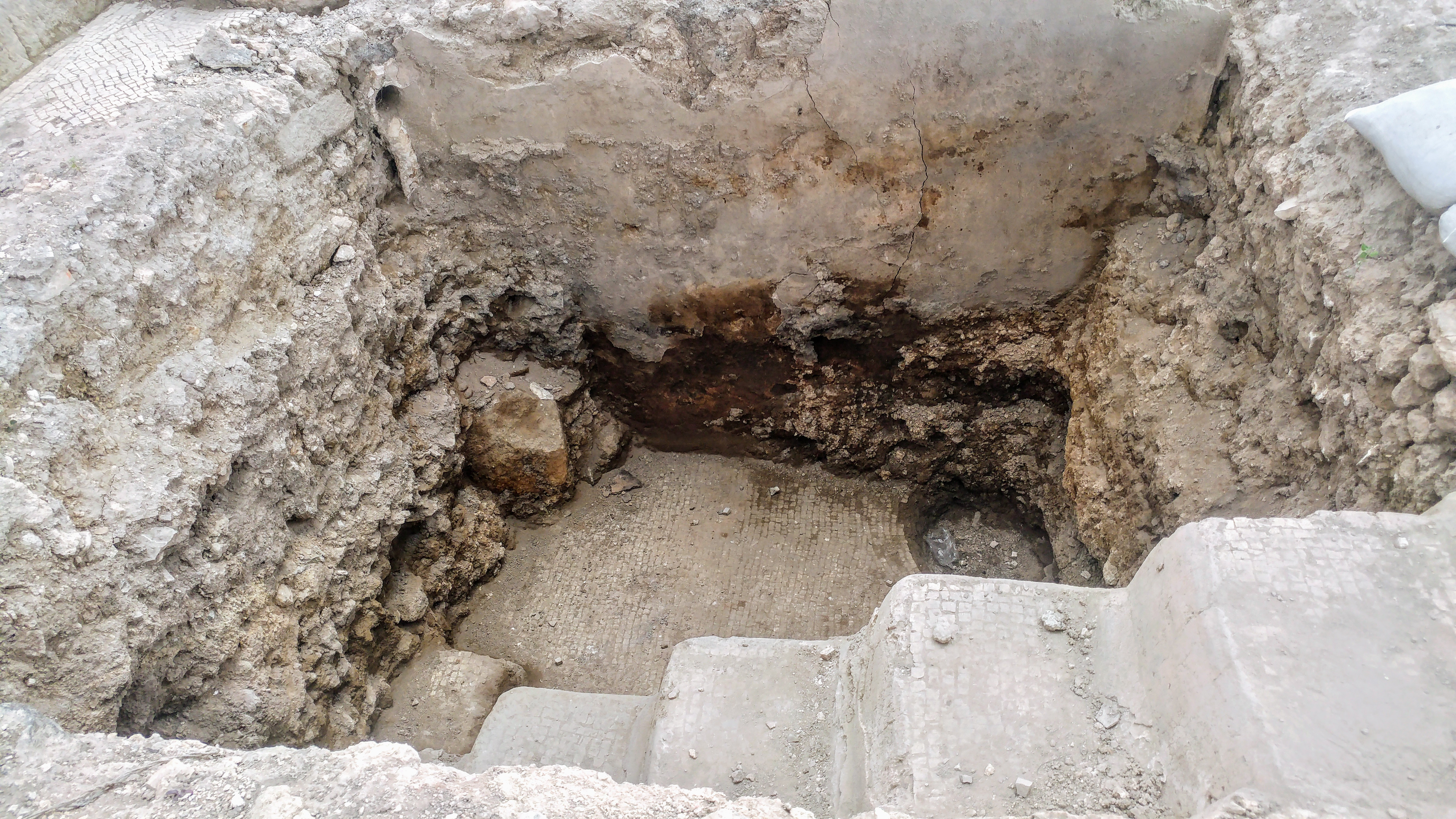
Eine ausgegrabene Mikwe im antiken Usha

## Historische Bedeutung
Der Ort wurde im 2. Jahrhundert (ca. 135 n. Chr.) nach den „Hadrianischen Verfolgungen“  bedeutsam, als der Sanhedrin oder rabbinische Gericht von Yavne in Judäa nach Usha und dann von Usha zurück nach Yavne und dann ein weiteres Mal verlegt wurde. Die Historiker nehmen an, dass der Sanhedrin dort blieb, bis er während der Herrschaft von Lucius Verus aufgelöst und unter Marcus Aurelius in Shefar'am wiederhergestellt wurde.
Gemäß der jüdischen Tradition fand hier die „Synode von Usha“ zu Rechtsfragen statt, die ein wichtiges Stadium in der Entwicklung der Halakha markieren.
Darüber hinaus war Uscha für einige Zeit, ab circa 100 n. Chr., der Sitz von Rabbi Simeon ben Gamaliel II. und Lehrstätte für Rabbi Jehuda ha-Nasi, der hier von Rabbi Jehuda ben Ilai ausgebildet wurde.

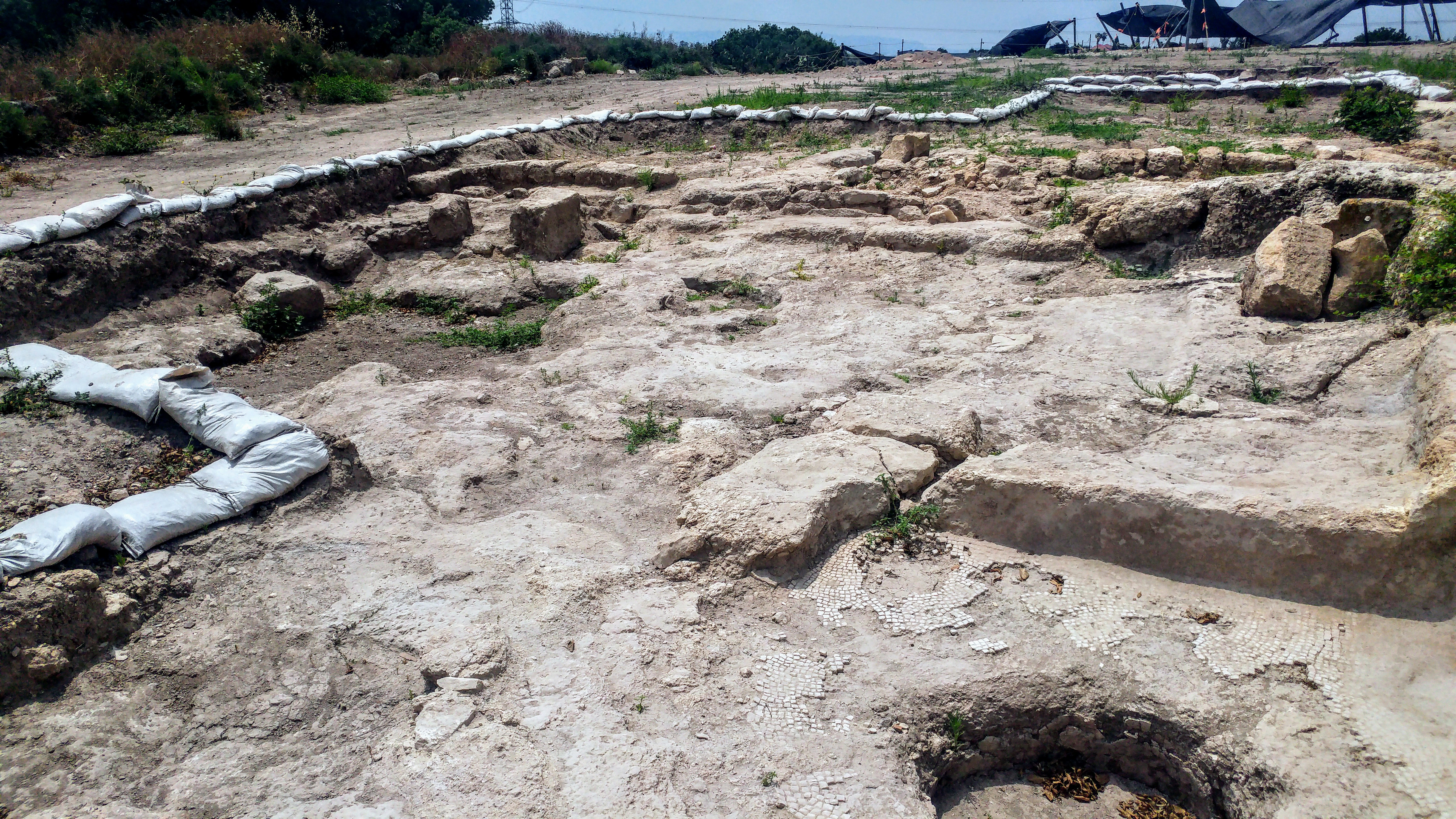
Nach einer archäologischen Ausgrabung freigelegte Gebäudereste in Usha

1937 wurde 3 km westlich vom historischen Ort der gleichnamige Kibbuz Usha gegründet.